# Bhadreswar
Bhadreswar är en stad längs Huglifloden i Indien och är belägen i distriktet Hugli i delstaten Västbengalen. Staden ingår i Calcuttas storstadsområde och hade cirka 100 000 invånare vid folkräkningen 2011.